# Mohammed bin Salman
Mohammed bin Salman bin Abdulaziz Al Saud o Muhàmmad bin Salman o bé Muhammad bin Salman (àrab: محمّد بن سلمان بن عبد العزيز آل سعود, Muḥammad b. Salmān b. ʿAbd al-ʿAzīz Āl Saʿūd) (Jiddah, 31 d'agost de 1985), també conegut com a MBS, és el príncep hereu de l'Aràbia Saudita, i el primer ministre des del setembre del 2022 (als 37 anys), posició que obtingué per reial decret del seu pare.
Abans era assistent segon al primer ministre i ministre de Defensa, el més jove del món. Era també cap de la Cort Reial de la Casa de Saüd i president del Consell d'Afers Econòmics i de Desenvolupament. El seu pare, el rei Salman, l'ha descrit com el poder rere el tron. El 21 de juny de 2017, el Rei de l'Aràbia Saudita va destituir el príncep Muhammad bin Naif bin Abdulaziz Al Saud i va escollir el seu fill com a hereu al tron.
Ha liderat diverses reformes com la restricció de poders de la policia religiosa i l'aixecament de la prohibició de conduir a les dones. Entre altres desenvolupaments culturals sota el seu regnat hi ha el primer concert públic d'una cantant a l'Aràbia Saudita, els primers estadis en admetre dones, i més presència de dones a la mà d'obra. Ha estat acusat d'arriscar-se a la inestabilitat a l'Orient Mitjà a través de la seva detenció d'activistes pels drets humans, la intervenció saudita al Iemen, l'escalament de la crisi diplomàtica amb Qatar del 2017 i l'inici de la crisi diplomàtica amb el Líban, a més de les detencions de membres de la família reial saudita el novembre de 2017. Amnistia Internacional i Human Rights Watch han criticar el govern saudita per la seva violació dels drets humans.

## Situació personal

### Naixement, família i estudis
Mohammed bin Salman va néixer el 31 d'agost de 1985 a Riad, la capital del Regne de l'Aràbia Saudita. És fill de Salman bin Abdulaziz Al Saud i Fahda bint Falah ben Sultan Al Hithalayn, la seva tercera esposa. A diferència dels seus germans que van estudiar als Estats Units i al Regne Unit, es va graduar en dret a la Universitat Rei Saud .

### Matrimoni i descendència
Està casat des del 2008 amb la princesa Sara bint Mashour ben Abdelaziz Al Saoud, amb qui té 5 fills:
- El príncep Salman;
- El príncep Mashour;
- Princesa Fahda;
- Princesa Nora;
- Príncep Abdelaziz (nascut 17 abril 2021).

### Vida personal
És conegut per la seva passió pels videojocs, que forma part de la seva imatge de líder jove i modern, en contrast amb els seus predecessors.
Entre el 2015 i el 2017, Mohammed bin Salman va gastar 1.180 milions de dòlars en unes vacances a les Maldives, a l'illa privada de Velaa. El príncep i els seus convidats van ser acompanyats per 150 models i cantants de renom internacional com Pitbull i PSY.
El 2015, Mohammed bin Salman va comprar el iot Serene al multimilionari rus Yuri Scheffler per 458 milions de dòlars.
El novembre de 2017 va comprar Salvator Mundi, un quadre atribuït a Leonardo da Vinci, per 450 milions de dòlars.

## Inici de la carrera política

### Debut com a assessor especial
Mohammed bin Salman va començar la seva carrera política el desembre de 2009, esdevenint, amb 24 anys, assessor especial del seu pare, llavors governador de la província de Riad. El 2011, quan Salman bin Abdulaziz Al Saud va ser nomenat ministre de Defensa, es va convertir en el seu assessor personal. El 2013, va dirigir el gabinet príncep després del nomenament del seu pare com a príncep hereu.
L’abril de 2014 va esdevenir secretari d'Estat i membre del govern.
En una entrevista del 2021 a CBS,  Saad bin Khalid Al Jabri, una figura clau de la intel·ligència saudita, diu que el 2014, Mohammed bin Salman va donar a entendre que volia matar el rei Abdullah perquè el seu pare Salman pugés al tron. Rebutja totes aquestes denúncies, i l'ambaixada saudita va qualificar Al Jabri de «desacreditar l'antic funcionari del govern amb una llarga llista d'invencions i declaracions enganyoses per cobrir els seus milers de milions de dòlars en frau financer».

### Ministre de Defensa

#### Cita

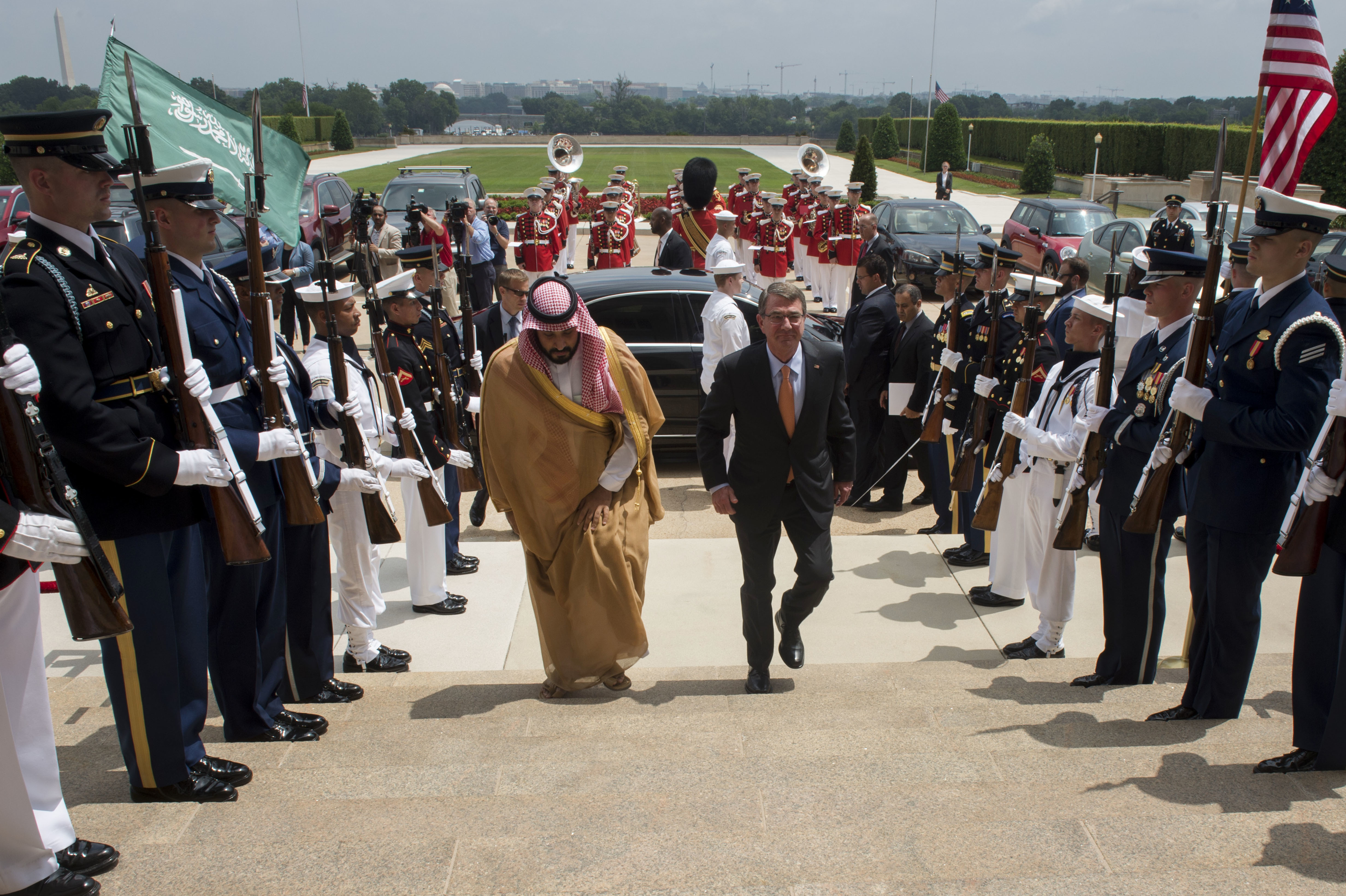
Mohammed bin Salman i el secretari de Defensa dels EUA Ashton Carter caminant cap al Pentàgon (2016).

El 23 gener de 2015, després de l'ascens del seu pare al tron, va ser nomenat ministre de Defensa i cap de la Cort Reial als 30 anys, convertint-lo en el ministre de Defensa més jove del món.

#### Operacions militars
Des del març de 2015, Mohammed bin Salman dirigeix les operacions militars saudites al Iemen contra els huthis, una organització política i armada zaidi. L’abril de 2018 va ser objecte d'una denúncia presentada a París per complicitat en actes de tortura per part d'una organització humanitària iemenita, que va portar a l'obertura d'una investigació l’octubre de 2018.
Al desembre de 2015, va anunciar l'establiment d'una aliança militar islàmica de 41 països per lluitar contra el terrorisme en totes les seves formes. Inclou un component de seguretat i militar (intercanvi d'intel·ligència, formació, equipament i desplegament de forces si cal), així com un ideoleg per contrarestar les capacitats d'adoctrinament dels grups gihadistes.

#### Política exterior
El mateix mes, en una declaració pública, el servei d'intel·ligència alemany va expressar la seva preocupació per la nova política exterior del jove príncep, subratllant com la postura diplomàtica fins ara prudent dels alts dirigents de la família reial està sent substituïda per una política intervencionista impulsiva i suposa un perill per a l’estabilitat de la regió. El govern alemany va respondre a la declaració dient que no reflectia no la posició del govern federal.
El gener de 2016 va refutar la possibilitat d'una guerra contra l'Iran, creient que aquest conflicte tindria un impacte molt fort a la resta del món.

#### Crítiques a la seva política
Ha estat objecte de crítiques sobre les seves polítiques domèstiques al regne i l’operació militar Restore Hope en la guerra civil iemenita, en particular pel periodista Jamal Khashoggi. La seva posició està sent qüestionada a causa de la seva suposada implicació en l’assassinat d'aquest últim, ocorregut el 2 d' octubre de 2018 a Istanbul, al consolat d'Aràbia Saudita a Turquia.

### Vicepríncep hereu i Viceprimer Ministre
El 29 d'abril de 2015, després de la destitució del príncep hereu Muqreen bin Abdulaziz Al Saud i la seva substitució per Mohammed bin Nayef Al Saud, ministre de l'Interior, Mohammed bin Salman va ser nomenat príncep hereu adjunt de l'Aràbia Saudita i segon viceprimer ministre. També es va convertir en president del nou Consell d'Afers Econòmics i de Desenvolupament de l'Aràbia Saudita.

## Príncep hereu i primer ministre de l'Aràbia Saudita

### Nomenaments com a príncep hereu i després primer ministre
El 21 de juny de 2017, a l'edat de 31 anys, Mohammed bin Salman va ser nomenat príncep hereu de l'Aràbia Saudita i primer viceprimer ministre pel seu pare, el rei Salman bin Abdulaziz Al Saud, i el Consell de lleialtat de la família reial saudita en lloc del seu cosí Mohammed bin Nayef Al Saud. Segons el diplomàtic François-Aïssa Touazi, Mohammed bin Salman és defensor d'un estat fort, [i] vol afavorir una gestió vertical del poder, més autoritària, més dura, sense concessions i sense compromís de reformar el regne. Es tracta d'una transferència de poder sense precedents a l'Aràbia Saudita, trencant l'anomenat sistema adèlfic (de germà a germà); En efecte, Mohammed bin Salman no és ni el més gran dels seus cosins, ni el més gran dels seus germans, sinó simplement el fill predilecte del rei Salman. Al mateix temps, va esdevenir president del Consell d'Afers Polítics i de Seguretat.

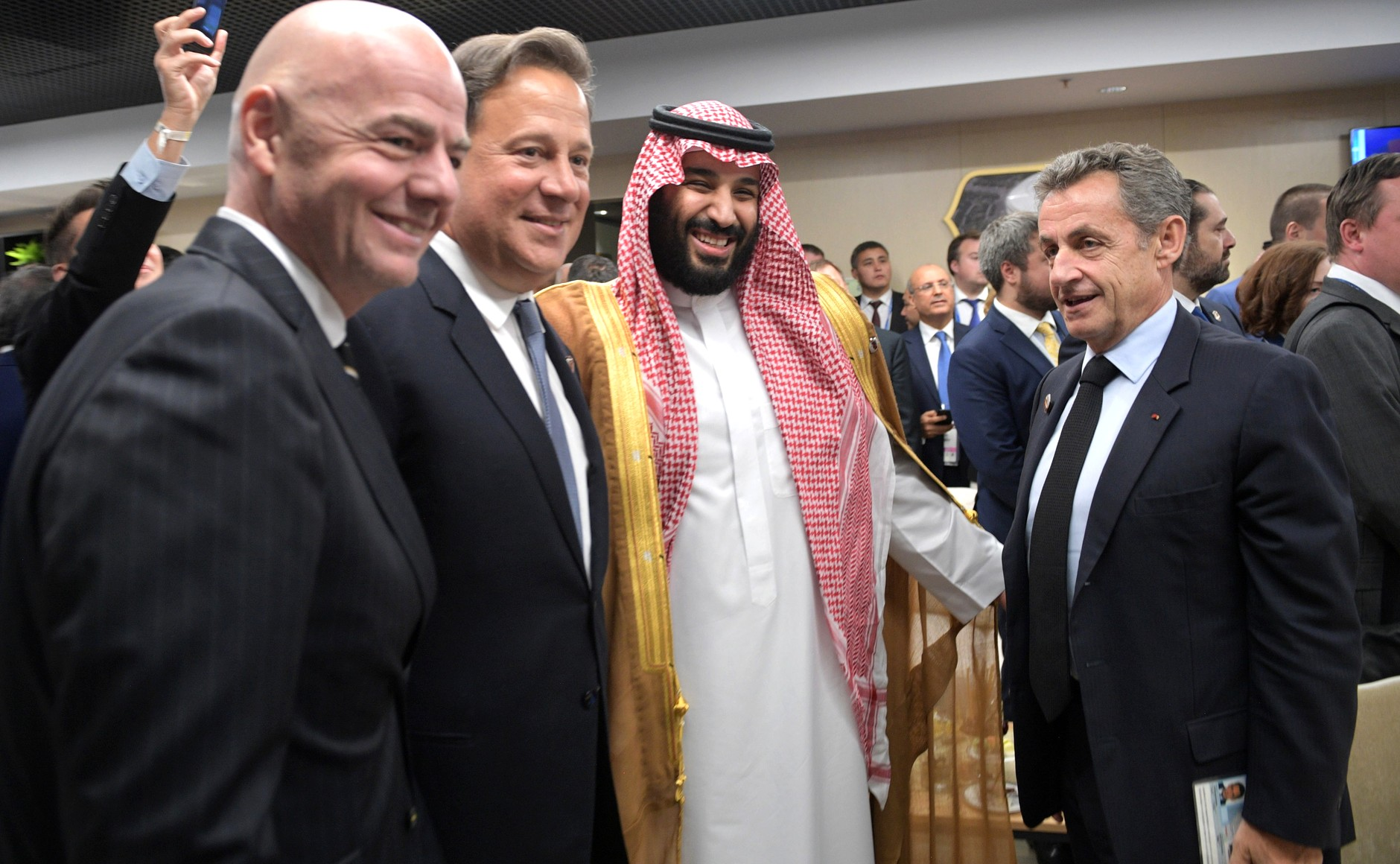
Mohammed bin Salman amb el president de la FIFA Gianni Infantino (extrem esquerra), l'expresident panameny Juan Carlos Varela (esquerra) i l'expresident francès Nicolas Sarkozy (dreta) durant la Copa del Món de la FIFA a Rússia (2018).

El 27 de setembre de 2022 va ser nomenat primer ministre, càrrec que abans ocupava el seu pare i normalment els mateixos monarques. La decisió del rei s'interpreta com una manera de consolidar la successió a favor del seu fill i hereu, i d'aconseguir-li immunitat de processament en l'afer Khashoggi. Va ser substituït com a ministre de Defensa per Khaled bin Salman Al Saud.

#### Cas de segrest de Saad Hariri
El 4 de novembre de 2017, Saad Hariri, el president del Consell de Ministres del Líban, va anunciar la seva renúncia a Riad. Segons les autoritats libaneses, Saad Hariri va ser detingut a l'Aràbia Saudita per ordre dels saudites, en particular Saud al-Qahtani, i obligat a dimitir. Diu el president libanès Michel Aoun: «No hi ha cap raó per la qual Hariri no torni després de 12 dies. Per tant, considerem que està en captivitat i detingut, cosa que és contrari a la Convenció de Viena». Alguns observadors creuen que el segrest forma part tant de la purga de 2017 a l'Aràbia Saudita com de la Guerra Freda a l'Orient Mitjà. Després d'una escalada diplomàtica, després de la mediació del president de la República francesa Emmanuel Macron, Saad Hariri va tornar al Líban i va conservar el seu càrrec de president del Consell de Ministres, després d'haver reafirmat la neutralitat libanesa.

#### Assassinat de Jamal Khashoggi

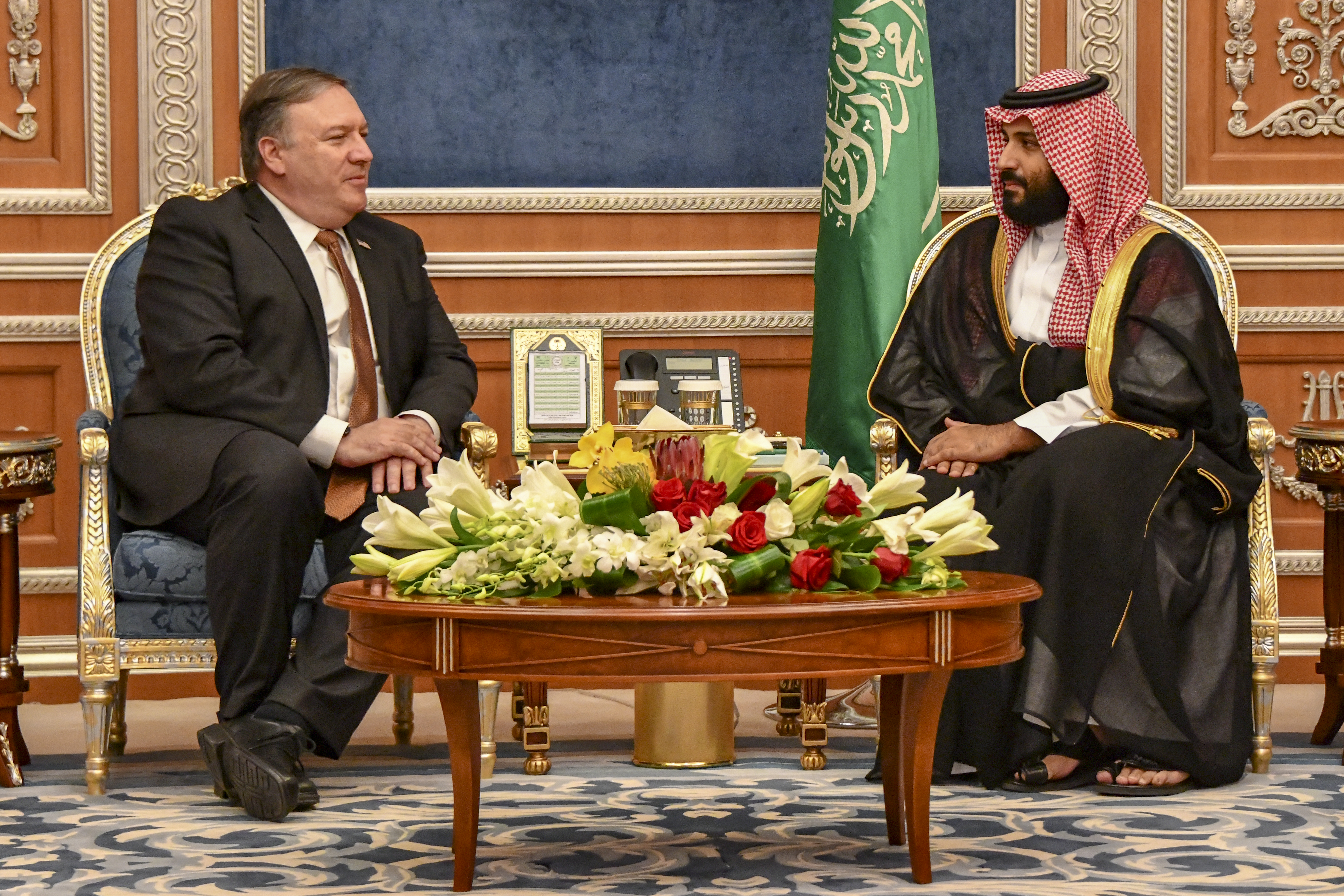
El secretari d'Estat dels Estats Units, Mike Pompeo, a Riad amb el príncep hereu saudita Mohammed bin Salman per parlar del cas del periodista Jamal Khashoggi (2018).

L’octubre de 2018, Jamal Khashoggi, un periodista saudita crític amb el règim, va desaparèixer després d'entrar al consolat saudita a Istanbul per un tràmit administratiu. Funcionaris turcs van dir que el columnista saudita va ser torturat i assassinat per un equip d'agents saudites dins del consolat, cosa que l'Aràbia Saudita va negar inicialment. Les investigacions de les autoritats turques, però, han identificat les identitats dels membres d'un equip de 15 saudites, inclòs un expert forense, que van fer un viatge de tornada a Istanbul el dia de la desaparició del dissident saudita. Segons Middle East Eye, set dels 15 sospitosos de l'assassinat de Jamal Khashoggi formen part del cercle de seguretat proper del príncep hereu.
El 20 d:octubre de 2018, l'Aràbia Saudita finalment va reconèixer l'assassinat de Jamal Khashoggi dins del consolat. Riad; també va anunciar l'acomiadament del general Ahmed Assiri i Saud al-Qahtani, un home clau de l'entorn de Mohammed bin Salman, així com la detenció de 18 sospitosos. El diari estatunidenc Washington Post revela que, segons la informació recollida pels serveis secrets nord-americans, Mohammed bin Salman havia ordenat una operació per portar Jamal Khashoggi de tornada a l'Aràbia Saudita per detenir-lo. Segons John Sawers, un antic cap del Servei secret d'intel·ligència britànic (MI6), les proves donen suport a la participació de Mohammed bin Salman en l'assassinat de Jamal Khashoggi. En la seva anàlisi, John Sawers també exclou la teoria presentada per la fiscalia saudita per exonerar. Mohammed bin Salman
El 15 de novembre de 2018, la fiscalia saudita va absoldre el príncep hereu de l'Aràbia Saudita per l'assassinat de Jamal Khashoggi. El portaveu del fiscal general, Shaalan al-Shaalan, va dir que Mohammed bin Salman no tenia coneixement del cas, i va afegir que la víctima havia estat drogada i esquarterada dins del consolat. El fiscal general ha demanat la pena de mort per a cinc persones acusades d'aquest delicte.
El 20 de novembre de 2018, el president dels Estats Units, Donald Trump, va reconèixer que el príncep hereu podria haver tingut coneixements de l’assassinat de Jamal Khashoggi.
En una entrevista l'octubre de 2019 amb el canal estatunidenc Columbia Broadcasting System (CBS), Mohammed bin Salman va negar qualsevol implicació en l'assassinat de Jamal Khashoggi, però va dir que n'ha assumit la responsabilitat ja que l'assassinat va ser dut a terme per agents saudites i ell és el líder del país.
El 26 de febrer de 2021, l'Oficina del Director d'Intel·ligència Nacional va desclassificar un informe de la CIA del 2018 que afirmava que Mohammed bin Salman era el cervell darrere de l'assassinat de Khashoggi i que el va dur a terme. Els Estats Units van imposar aleshores una prohibició de viatjar a 76 saudites acusats d'estar implicats en l'afer, amb l'excepció de Mohammed bin Salman.
L'1 de març de 2021, l'organització no governamental Reporters Sense Fronteres (RSF) va presentar una denúncia per crims de lesa humanitat contra Mohammed bin Salman davant el Fiscal General de la Cort Federal d'Alemanya, Jurisdicció Universal, contra la persecució de periodistes a Aràbia Saudita, basant-se en particular en el cas Khashoggi.

### Activitat de patrocini
El 2011, durant la Primavera Àrab, el regne saudita, tement un contagi revolucionari, va injectar 130 bilions de dòlars addicionals al pressupost de l'estat per tal d'assegurar la pau social. El mateix any, Mohammed bin Salman va fundar la Fundació MiSK, de la qual va esdevenir president del comitè executiu. Aquesta fundació té com a objectiu donar suport als joves del regne en els camps de la tecnologia, les arts, la cultura, els afers socials i l'emprenedoria. Aquesta fundació és una de les primeres associacions sense ànim de lucre de l'Aràbia Saudita. Dona suport a iniciatives internacionals, com ara el 9 Fòrum de Joventut de l'Organització de les Nacions Unides per a l'Educació, la Ciència i la Cultura (UNESCO) el 2015. Mohammed bin Salman també utilitza la Fundació MiSK per dur a terme el projecte Visió 2030, destinada a modernitzar el país.